# Famos Odorheiu Secuiesc
Famos Odorheiu Secuiesc este o companie producătoare de mobilă din România.
Principalele produse realizate de companie sunt cele din lemn masiv și panou furniruit, mai exact piesele de sufragerie, dormitoare, bibilioteci și mic mobilier.
Proprietarul companiei a fost senatorul UDMR Attila Verestoy, care deținea 99,8% din acțiuni.
Număr de angajați în 2010: 500
Cifra de afaceri:
- 2005: 7,8 milioane euro[1]
- 2004: 6,6 milioane euro[1]